# Craven Cottage
A Craven Cottage angol labdarúgóstadion, mely Londonban, a Temze partján található.
Az elsőosztályú Fulham FC használja. 1896-ban nyílt meg. Mindig a Fulham csapata használta, a 2002 és 2004 közötti időszak kivételével – ekkor ugyanis felújításra került sor, hogy a stadion megfeleljen a Premier League előírásainak. Ebben az átmeneti időszakban a csapat a Loftus Roadot használta.
Az aréna maximális befogadóképessége 25 700 néző, nézőtér fedett.

## Fordítás
Ez a szócikk részben vagy egészben  a   Craven Cottage című angol Wikipédia-szócikk ezen változatának fordításán alapul.  Az eredeti cikk szerkesztőit annak laptörténete sorolja fel. Ez a jelzés csupán a megfogalmazás eredetét és a szerzői jogokat jelzi, nem szolgál a cikkben szereplő információk forrásmegjelöléseként.